# Crollo del tetto della fiera di Katowice
Il 28 gennaio 2006 si è verificato il crollo del Międzynarodowe Targi Katowickie (Centro di commercio internazionale di Katowice) a Chorzów (Polonia meridionale), nelle vicinanze di Katowice.
Alle 17:15 la sezione centrale del tetto è crollata improvvisamente, forse a causa della neve presente sul tetto. Secondo la polizia all'interno dell'edificio c'erano al momento del crollo circa 700 persone. Un secondo cedimento è avvenuto poi 90 minuti dopo, durante le operazioni di soccorso. Il portavoce del governo Krzysztof Mejer ha confermato che c'erano stati almeno 65 morti e circa 170 feriti, fra cui 7 stranieri (fra questi le morti confermate sono quelle di 1 belga, 2 tedeschi, 2 slovacchi, 1 olandese, 2 cechi). La fiera stava ospitando un'esposizione a scala continentale di piccioni viaggiatori con 12 espositori.
Le operazioni di salvataggio, terminate nel pomeriggio di domenica 29 gennaio 2006, hanno coinvolto 103 squadre dei vigili del fuoco della Slesia (più di 1000 persone in totale), 230 poliziotti con cani, polizia militare da Cracovia e Gliwice, la squadra di ricerca montana di Szczyrk e gli specialisti di salvataggio in miniera di Bytom. Le operazioni sono state sospese per la mancata speranza di trovare sopravvissuti in condizioni climatiche avverse (la temperatura era scesa fino a −20 °C). Subito sono iniziate le operazioni di raccolta delle macerie. I sopravvissuti sono stati trasportati agli ospedali di Katowice e di altre città della regione, fra cui Chorzów, Siemianowice Śląskie, Bytom, Sosnowiec, Ruda Śląska, Dąbrowa Górnicza e Piekary Śląskie.
Il 30 gennaio 2006 sono 67 i morti accertati e 30 i dispersi. Più tardi nello stesso giorno il numero dei morti scende a 62.
Dopo la tragedia, le autorità che hanno visitato il luogo, fra cui il primo ministro Kazimierz Marcinkiewicz ed il presidente della Repubblica Lech Kaczyński hanno dichiarato fino al 1º febbraio un periodo di lutto nazionale.